# 金璧熒
金璧熒（きん へきけい）は清朝の官吏で、本籍は中国四川。1763年（乾隆28年）に高遐齡に代わり、台湾の台北地区にて八里坌巡検（大台北地区の地方長官）の職を務めた。